# Орочён 1-й
Орочён 1-й, Орочен 1-й (якут.  ) — село в Алданском районе Республики Саха (Якутии) России. Входит в городское поселение посёлок Ленинский.

## История
Основано в 1927 г.
С 1932 по 1969 годы имел статус рабочего посёлка.
Согласно Закону Республики Саха (Якутия) от 30 ноября 2004 года N 173-З N 353-III село вошло в образованное муниципальное образование «Городское поселение посёлок Ленинский».

## География
Село расположено на берегу реки Орто-Сала в лесной местности. Расстояние до административного центра 13 км, до центра МО посёлка Ленинский — 7 км.
Уличная сеть: ул. Октябрьская, ул. Орочёнская.

## Население
| 1939 | 1959  | 2002 | 2010 | 2021 |
| ---- | ----- | ---- | ---- | ---- |
| 4769 | ↘3361 | ↘42  | ↘16  | ↗17  |

## Инфраструктура
Объекты социальной инфраструктуры находятся в городе Алдан

## Транспорт
Через село проходит Амуро-Якутская автомобильная магистраль.